# Daniel Turek
Daniel Turek (19 de enero de 1993) es un ciclista checo que milita en el conjunto ATT Investments.

## Palmarés
2015
- 1 etapa del Tour de Berlín
- 1 etapa del Tour de Azerbaiyán

2021
- 1 etapa del Tour de Alta Austria
- 3.º en el Campeonato de la República Checa en Ruta
- 1 etapa del Circuito de las Ardenas

## Resultados enCampeonatos del Mundo
Durante su carrera deportiva ha conseguido los siguientes puestos en los Campeonatos del Mundo en carretera:
| Carrera              | Carrera              | 2015 | 2016 | 2017 | 2018 | 2019 | 2020 | 2021 | 2022 | 2023 | 2024 |
| -------------------- | -------------------- | ---- | ---- | ---- | ---- | ---- | ---- | ---- | ---- | ---- | ---- |
| Mundial en Ruta      | Mundial en Ruta      | —    | Ab.  | —    | —    | —    | —    | —    | —    | —    | —    |
| Mundial Contrarreloj | Mundial Contrarreloj | —    | 44.º | —    | —    | —    | —    | —    | —    | —    | —    |

—: no participa

Ab.: abandono